# Graf van Rachel

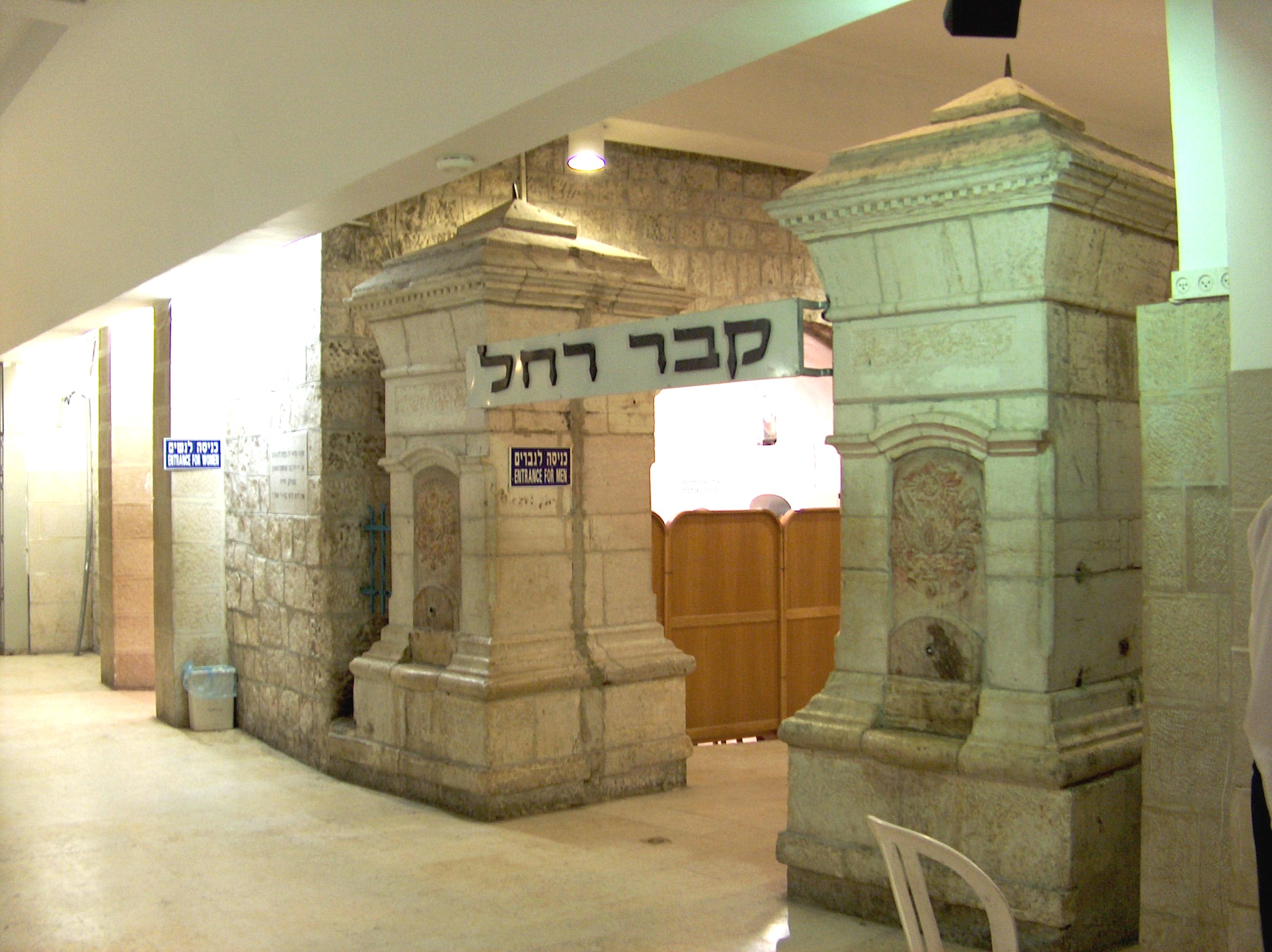
Ingang van het graf van Rachel

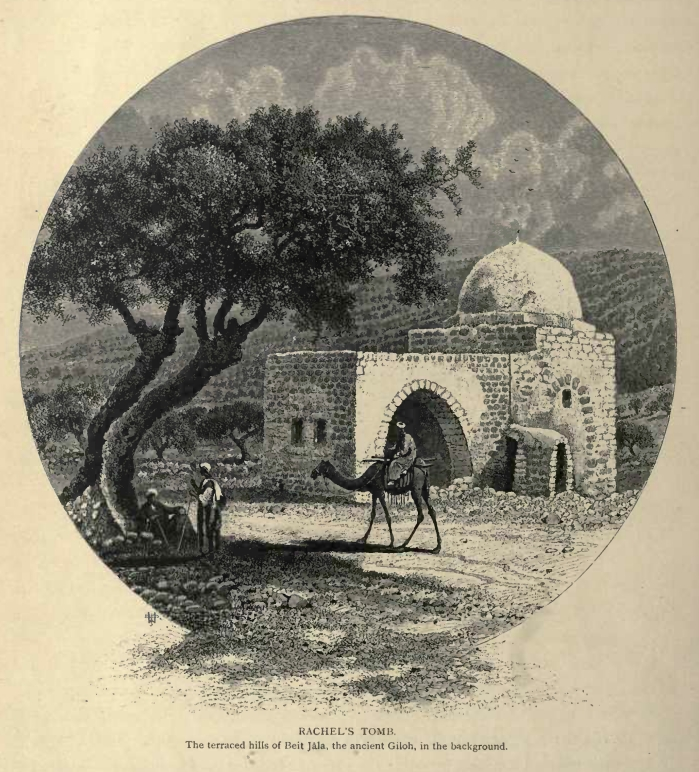
De graftombe in 1880 op een gravure.

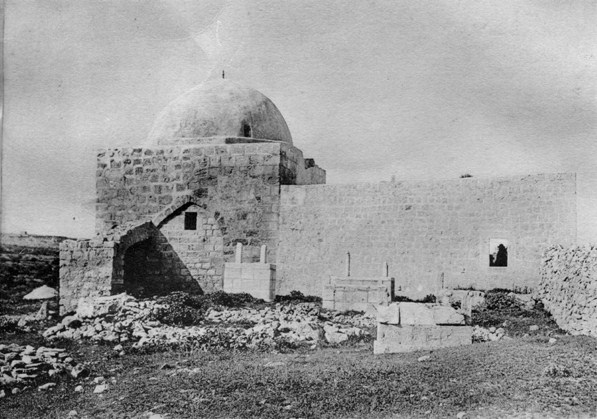
De graftombe in 1912.

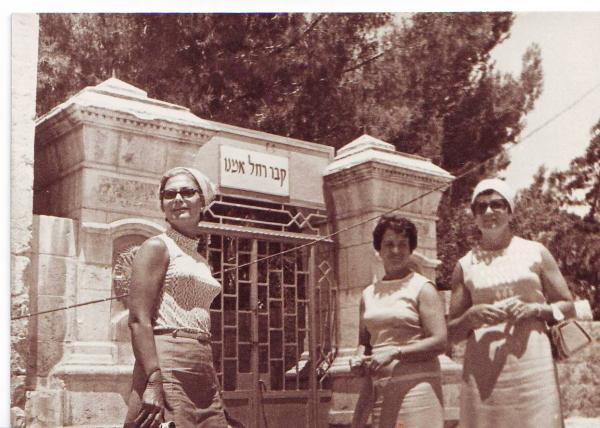
Joodse vrouwen bezoeken de tombe in 1967 nadat deze voor hen weer toegankelijk is geworden na het beëindigen van de Jordaanse bezetting.

Het Graf van Rachel (Hebreeuws: קבר רחל, Kever Rakhel) is een religieus bouwwerk in de stad Bethlehem. Het bouwwerk staat op de locatie waar Rachel, de vrouw van Jakob begraven zou zijn, zoals beschreven in Genesis 35:16-20.
Wanneer er voor het eerst een bouwwerk op de vermoede locatie van Rachels graf geplaatst werd is niet bekend. In ieder geval stond  er al in de 4e eeuw een eenvoudige tombe. Arculf, een christelijke bisschop en reiziger, beschrijft het monument in de 7e eeuw als een eenvoudige, onversierde tombe in de vorm van een piramide. In de 12e eeuw, de locatie is dan in handen van de kruisvaarders, schrijven verschillende auteurs (waaronder Muhammad al-Idrisi en Benjamin van Tudela) dat op de locatie van het graf een tombe met een constructie van 11 of 12 stenen met daarboven een koepel staat. Waarschijnlijk is dit bouwwerk geplaatst door kruisvaarders, maar dat is niet zeker. Vanaf de 13e eeuw is de locatie in handen van moslims en zij beheren dan het monument. Het bouwwerk wordt verschillende malen gerenoveerd en aangepast en dient als bedevaartsoord voor moslims, christenen en Joden. In de buurt van het monument bevinden zich inmiddels ook een groot aantal graven van moslims die op deze voor hun heilige locatie begraven wilden worden, een gewoonte die tot in de 19e eeuw blijft bestaan. 
In 1615 wordt het monument door de Ottomaanse pasja van Jeruzalem gerenoveerd en wordt een firman uitgegeven die de Joden toestemming geeft om het monument te bezoeken of, volgens andere lezingen, die het monument volledig aan de Joden in beheer geeft. Rabbi Moses Surait omschreef de plaats in 1650 als volgt:
The tomb of Rachel the Righteous is at a distance of 1½ miles from Jerusalem, in the middle of the field, not far from Bethlehem, as it says in the Torah. On Passover and Lag B'Omer many people – men and women, young and old – go out to Rachel's Tomb on foot and on horseback. And many pray there, make petitions and dance around the tomb and eat and drink.
In 1841 wordt het monument gekocht door Moses Montefiore die het onder andere uitbreidt met een gebedsruimte met een mihrab op het zuiden voor moslims. Tot in het begin van de 20e eeuw blijft het monument in gebruik als heilige plaats voor moslims, Joden en christenen. De rol van het monument als heilige plaats in het Jodendom is tot de 20e eeuw niet zo groot, maar dat verandert met de toenemende Joodse aanwezigheid in Palestina in het begin van de 20e eeuw. In de jaren 30 trekt Rachels graf duizenden Joodse pelgrims per maand. Tijdens het mandaat (1920 – 1948) claimen zowel Joden als moslims exclusiviteit wat betreft de locatie en het monument en de locatie worden vanaf dan de inzet van een politieke strijd. De Britten geven geen gehoor aan de eisen van de beide partijen en ze handhaven het monument als een door moslims en Joden gedeelde religieuze locatie. Na de Arabisch-Israëlische Oorlog van 1948 en de verovering van de Westelijke Jordaanoever door Jordanië ligt Rachels graf op Jordaans grondgebied. Hoewel de Joden in deze periode, in overeenstemming met afspraken gemaakt bij de wapenstilstand van 1948, in principe vrije toegang tot het monument hadden, was dit vooral een theoretische toezegging: de grens tussen Israël en Jordanië zat dicht. 
Tijdens de Zesdaagse Oorlog in 1967 verovert Israël de Westelijke Jordaanoever waardoor Rachels graf op Israëlisch grondgebied komt te liggen. Het monument wordt onder auspiciën van het Israëlisch rabbinaat geplaatst. In de jaren 80 en 90 is de wijk waarin Rachels graf zich bevindt, Qubbet Rahil, waar vanouds Palestijnse christenen moslims wonen, regelmatig het toneel van confrontaties tussen Palestijnen uit het nabijgelegen vluchtelingenkamp en het Israëlische leger. In 1995 bepaalt de Israëlische regering in het kader van de Oslo-akkoorden welke gebieden aan de Palestijnse Autoriteit overgedragen zouden worden. In eerste instantie hoort Rachels tombe en de bijbehorende locatie bij de over te dragen gebieden. Dit leidt echter tot felle tegenstand van rechts-religieuze en charedische groeperingen. Om te voorkomen dat de locatie in Palestijns beheer terechtkomt beginnen zij met het opzetten van een nederzetting in Bethlehem (tot dan toe woonden in Bethlehem enkel Palestijnse christenen en moslims). In 2001 wordt er alsnog voor gekozen om Rachels graf niet aan de Palestijnse Autoriteit over te dragen. Er worden muren om het monument gebouwd en er wordt een militaire post geplaatst. Verschillende malen komt het tot gewelddadige protesten waarbij Palestijnen zich toegang proberen te verschaffen tot het monument en er vinden vuurgevechten plaats tussen Palestijnen en het Israëlische leger. Tijdens de tweede Intifada (die in 2000 begint) wordt de aanwezigheid van het Israëlische leger in de wijk steeds sterker en gebouwen van lokale bewoners worden in beslag genomen. In 2003 wordt begonnen met het bouwen van de Israëlische Westoeverbarrière. Rachels graf zou in eerste instantie buiten het door de barrière omsloten gebied komen te liggen, maar in 2005 wordt de locatie geannexeerd en bij de gemeente Jeruzalem gevoegd en wordt besloten dat het monument binnen de Westoeverbarrière zou komen te liggen. Een petitie die de gemeenschap van Bethlehem hiertegen indient wordt door het Israëlische hoge gerechtshof verworpen. De muur komt dwars door Bethlehem te liggen. De wijk waarin het monument ligt wordt door veel bewoners verlaten. Palestijnse christenen en moslims van de Westelijke Jordaanoever mogen het monument en de bijbehorende locatie niet langer bezoeken. Voor toeristen is bezoek wel toegestaan.
In februari 2010 wordt Rachels graf toegevoegd aan de kort daarvoor gecreëerde Nation Jewish Heritage List. Dit leidt tot wereldwijde kritiek en de UNESCO neemt als reactie een resolutie aan die verklaart dat Rachels tombe (samen met de Grot van de Patriarchen) een religieuze betekenis heeft voor zowel Joden als moslims en christenen en dat de annexatie van deze locaties een schending van het internationaal recht is.